# Norbert Lysek
Norbert Lysek (ur. 9 kwietnia 1940 w Kamieniu Śląskim, zm. 8 czerwca 2023) – polski polityk, samorządowiec, doktor nauk ekonomicznych, poseł na Sejm X kadencji, w 2002 wicemarszałek województwa opolskiego.

## Życiorys
Był synem Ryszarda i Elżbiety. W 1959 podjął pracę w Wydziale Finansowym prezydium Powiatowej Rady Narodowej w Krapkowicach. W 1962 został zatrudniony w Śląskich Zakładach Przemysłu Wapienniczego w Strzelcach Opolskich. W 1964 wstąpił do Polskiej Zjednoczonej Partii Robotniczej, w 1972 został I sekretarzem komitetu zakładowego w miejscu pracy, następnie pełnił tę samą funkcję w Tarnowie Opolskim. W 1974 pełnił przez trzy miesiące funkcję instruktora ekonomicznego komitetu wojewódzkiego partii w Opolu, po czym w 1975 był I sekretarzem KZ PZPR w Hucie „Małapanew” w Ozimku. Następnie do 1981 zasiadał w egzekutywie komitetu miejskiego i powiatowego partii w Opolu, a od 1981 do 1989 w egzekutywie tamtejszego komitetu wojewódzkiego. W latach 1975–1989 był dyrektorem naczelnym Śląskich Zakładów Przemysłu Wapienniczego w Tarnowie Opolskim.
W 1978 ukończył studia na Akademii Ekonomicznej we Wrocławiu, a w 1998 uzyskał stopień doktora nauk ekonomicznych.
Był członkiem Wojewódzkiej Rady Narodowej w Opolu oraz członkiem prezydium zarządu wojewódzkiego Stowarzyszenia Inżynierów i Techników Przemysłu Materiałów Budowlanych. W 1989 uzyskał mandat posła na Sejm kontraktowy z okręgu opolskiego. Na koniec kadencji należał do Parlamentarnego Klubu Lewicy Demokratycznej.
Po odejściu z Sejmu pracował w Śląskich Zakładach Przemysłu Wapienniczego Opolwap, był również dyrektorem Instytutu Ceramiki i Materiałów Budowlanych. Zatrudniony później jako adiunkt w Państwowej Medycznej Wyższej Szkole Zawodowej w Opolu i w Wyższej Szkole Zarządzania i Administracji w Opolu.
Działał w Sojuszu Lewicy Demokratycznej. W latach 1998–2006 pełnił funkcję radnego Sejmiku Województwa Opolskiego I i II kadencji. W wyborach samorządowych w 2006 nie został ponownie wybrany. W 2002 przez kilka miesięcy pełnił funkcję wicemarszałka województwa opolskiego. W 2003 został pełnomocnikiem wojewody opolskiego ds. mniejszości narodowych. W 2010 uzyskał mandat radnego powiatu strzeleckiego. W 2014 nie uzyskał reelekcji.

## Odznaczenia
- Krzyż Kawalerski Orderu Odrodzenia Polski (1998)[4]
- Złoty Krzyż Zasługi (1985)
- Medal Komisji Edukacji Narodowej (1980)
- Odznaka „Zasłużony Pracownik Rolnictwa” (1988)[5]
- Honorowe obywatelstwo gminy Strzelce Opolskie (1997)[6]